# Shiroishi (Saga)
Shiroishi (jap. 白石町 Shiroishi-chō) – miasto w Japonii, na wyspie Kiusiu, w prefekturze Saga. Według danych na rok 2020 miejscowość zamieszkiwało 22 051 mieszkańców , a gęstość zaludnienia wyniosła 221,5 os./km².